# Hans Meisel (Autor)
Hans Meisel (geboren 16. Juli 1900 in Berlin; gestorben 2. März 1991 in Bellevue, Washington, USA), später James Hans Meisel, war ein deutsch-amerikanischer Schriftsteller und Politikwissenschaftler.

## Leben
Hans Meisel studierte an den Universitäten in Berlin und Heidelberg; er schloss dieses Studium 1922 mit der Promotion zum Doktor der Philosophie ab. Von 1925 bis 1933 war er Lokalredakteur der Berliner Vossischen Zeitung. Nach der nationalsozialistischen Machtergreifung musste er 1934 nach Italien ins Exil; 1936 ging er nach Österreich, wo er als Lektor des S.-Fischer-Verlags tätig war. Nach dem „Anschluss“ Österreichs an das Deutsche Reich im Jahre 1938 floh er erneut nach Italien und weiter in die Vereinigten Staaten. Von 1938 bis 1940 wirkte er als Sekretär Thomas Manns in Princeton (New Jersey). Danach lehrte er an Colleges in Idaho und Pennsylvania. Ab 1945 war Meisel Dozent für Politische Wissenschaften an der University of Michigan in Ann Arbor; 1956 erfolgte seine Ernennung zum Professor. Nach seiner Emeritierung im Jahre 1971 lebte er im Bundesstaat Washington.
Hans Meisel wurde 1927 bekannt durch seinen Roman Torstenson, in dem er die Entwicklung eines Generals zum Diktator schildert. Für dieses Werk wurde er im gleichen Jahr mit dem Kleistpreis ausgezeichnet. Bedingt durch die Emigration setzte Meisel seine schriftstellerische Laufbahn nicht fort. Nach seinen Jugenderinnerungen Eine Gondel ganz aus Glas erschien 2001 mit Aguilar oder Die Abkehr ein weiterer, im Jahre 1937 entstandener Roman aus dem Nachlass.

## Werke

### In deutscher Sprache
- Torstenson. Berlin 1927; Bonn 2004, ISBN 978-3-931135-78-2.
- Eine Gondel ganz aus Glas. Mainz 1984.
- Aguilar oder Die Abkehr. Bonn 2001.

### In englischer Sprache
- mit James K. Pollock, Henry L. Bretton: Germany under occupation. Ann Arbor, Mich. 1949.
- The genesis of Georges Sorel. Ann Arbor, Mich. 1951.
- The myth of the ruling class. Ann Arbor 1958.
- The fall of the Republic. Ann Arbor 1962.
- Counter-revolution. New York 1966.
- A matter of endurance. Chicago 1970.

### Herausgeberschaft
- mit Edward S. Kozera: Materials for the study of the Soviet system. Ann Arbor, Mich. 1950.
- Pareto & Mosca. Englewood Cliffs, NJ 1965.

### Übersetzungen ins Deutsche
- mit Justinian Frisch: Giuseppe Antonio Borgese: Rußland. Amsterdam 1950.
- Sinclair Lewis: Das ist bei uns nicht möglich. Amsterdam 1936.